# Белеста-ан-Лораге
Белеста́-ан-Лораге́ (фр. Bélesta-en-Lauragais, окс. Belestar de Lauragués) — коммуна во Франции, находится в регионе Юг — Пиренеи. Департамент — Верхняя Гаронна. Входит в состав кантона Ревель. Округ коммуны — Тулуза.
Код INSEE коммуны — 31060.

## География

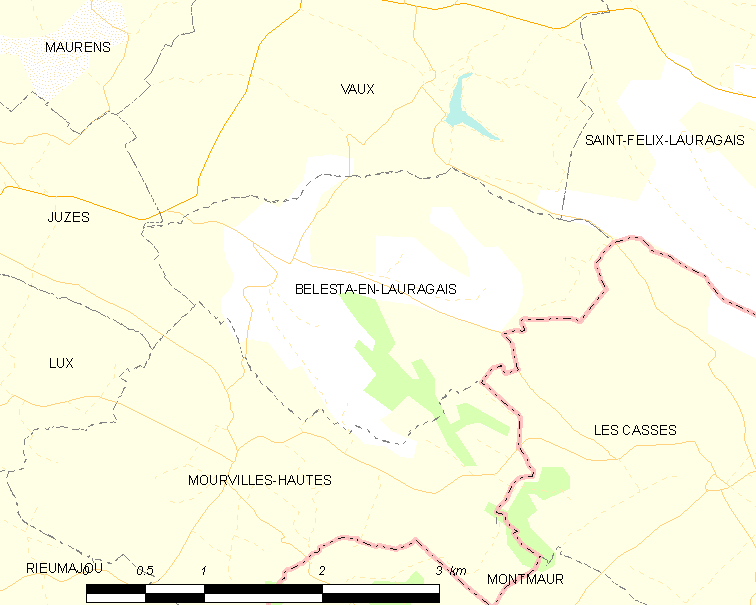
Карта коммуны

Коммуна расположена приблизительно в 610 км к югу от Парижа, в 36 км к юго-востоку от Тулузы.

## Климат
Климат умеренно-океанический. Зима мягкая и снежная, весна характеризуется сильными дождями и грозами, лето сухое и жаркое, осень солнечная. Преобладают сильные юго-восточные и северо-западные ветры.

## Население
Население коммуны на 2010 год составляло 112 человек.
| 1962 | 1968 | 1975 | 1982 | 1990 | 1999 | 2010 |
| ---- | ---- | ---- | ---- | ---- | ---- | ---- |
| 109  | 74   | 61   | 72   | 66   | 84   | 112  |

## Администрация
| Период | Период | Фамилия        | Партия | Примечания |
| ------ | ------ | -------------- | ------ | ---------- |
| 1977   | 2011   | Юбер Сикар     |        |            |
| 2011   | 2020   | Жан-Люк Гуксет |        |            |

## Экономика
В 2010 году среди 72 человек трудоспособного возраста (15—64 лет) 55 были экономически активными, 17 — неактивными (показатель активности — 76,4 %, в 1999 году было 81,6 %). Из 55 активных жителей работали 50 человек (27 мужчин и 23 женщины), безработных было 5 (4 мужчины и 1 женщина). Среди 17 неактивных 7 человек были учениками или студентами, 6 — пенсионерами, 4 были неактивными по другим причинам.

## Достопримечательности
- Церковь Св. Иоанна Крестителя